# Teresa Dłużniakiewicz
Teresa Teofila Dłużniakiewicz z domu Buryan, primo voto Sokołowska (ur. 3 listopada 1889 w Zurychu, zm. 21 października 1980 w Warszawie) – polska działaczka niepodległościowa i społeczna, urzędniczka bankowa.

## Życiorys

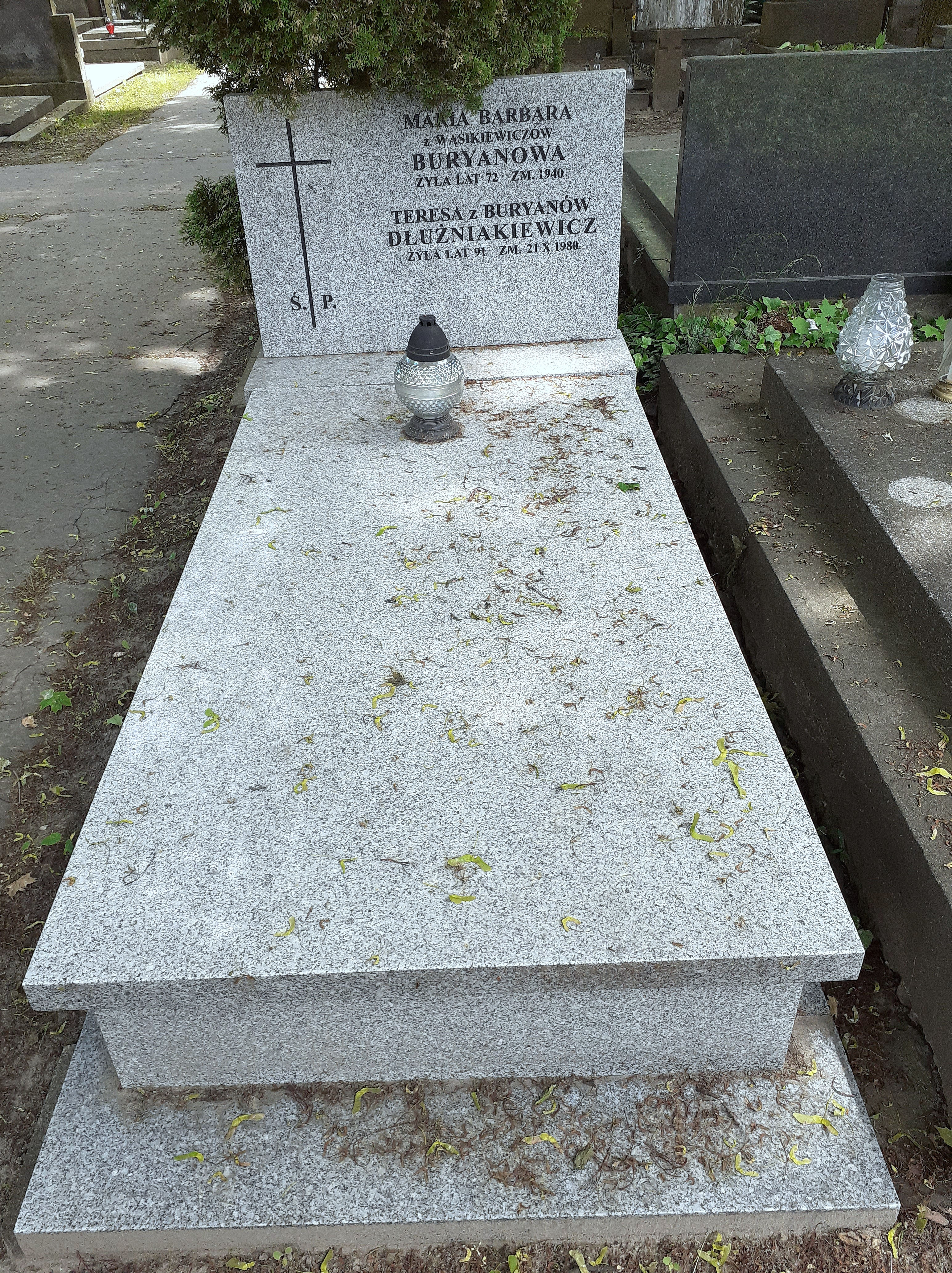
Grobowiec rodzinny Teresy Dłużniakiewicz

Urodziła się jako Teresa Teofila Buryan 3 listopada 1889 w Zurychu. Była córką Stanisława i Marii z domu Wąsikiewicz (zm. 1940).
Ukończyła naukę w klasztorze św. Jana w Krakowie i w 1908 szkole handlowej we Lwowie. Przed 1914 działała w kolportażu pisma postępowo-niepodległościowego „Zjednoczenie” na obszarze zaboru rosyjskiego. Od 1913 do 1914 była członkinią Polskich Drużyn Strzeleckich. Była założycielką i przewodniczącą koła Towarzystwa Szkoły Ludowej im. Adama Mickiewicza we Lwowie. U kresu I wojny światowej w listopadzie 1918 uczestniczyła w obronie Lwowa podczas wojny polsko-ukraińskiej. W dalszych latach walk o niepodległość udzielała się w zakresie opieki nad żołnierzami.
Po raz pierwszy była zamężna z Sokołowskim, została przez niego opuszczona. 23 września 1923 poślubiła majora Janusza Dłużniakiewicza (w źródle wojskowym podano, że tenże oficer uzyskał zezwolenie na ślub z Teresą Sokołowską). Podczas służby swojego męża w Łomży (1926-1930) była przewodniczącą zarządu koła Stowarzyszenia „Rodzina Wojskowa” w tym mieście. Po objęciu przez pułkownika Dłużniakiewicza dowództwa pułku w Sanoku była tam założycielką koła Rodziny Wojskowej. Pełniła funkcję członka zarządu głównego Rodziny Wojskowej oraz wiceprezesa zarządu głównego Polskiego Towarzystwa Opieki nad Grobami Bohaterów. Jej mąż utonął podczas spływu kajakowego na rzece San 19 października 1932. Oboje mieli wtedy kilkuletniego syna. Wkrótce po śmierci męża Teresa Dłużniakiewicz uchwałą Rady Miejskiej w Sanoku została uznana przynależną do gminy Sanok.
Zawodowo pracowała na stanowisku wicedyrektora Banku Kupieckiego we Lwowie. W 1939 była kierownikiem sekcji skarbu państwa Banku Akceptacyjnego w Warszawie. Przed 1939 została odznaczona Srebrnym Krzyżem Zasługi. W 1939 zamieszkiwała w Warszawie przy ulicy Łowickiej 51.
Syn Teresy i Janusza tj. Zdzisław Dłużniakiewicz (ur. 1928) podczas II wojny światowej był żołnierzem Armii Krajowej ps. „Jasiek”, zginął pod koniec powstania warszawskiego 27 września 1944. Ona sama podczas powstania odniosła poparzenia.
Po wojnie była zatrudniona jako urzędniczka. Zmarła 21 października 1980 w wieku 91 lat. Została pochowana na Cmentarzu Powązkowskim w Warszawie w grobowcu swojej matki.